# Chevrolet Chevette
« Pontiac Acadian » redirige ici.  Pour la version de la Chevrolet Nova vendue au Canada, voir Acadian (constructeur automobile).
Ne doit pas être confondu avec Chevrolet Corvette, Chevrolet Chevelle, Vauxhall Chevette ou GMC Chevette.

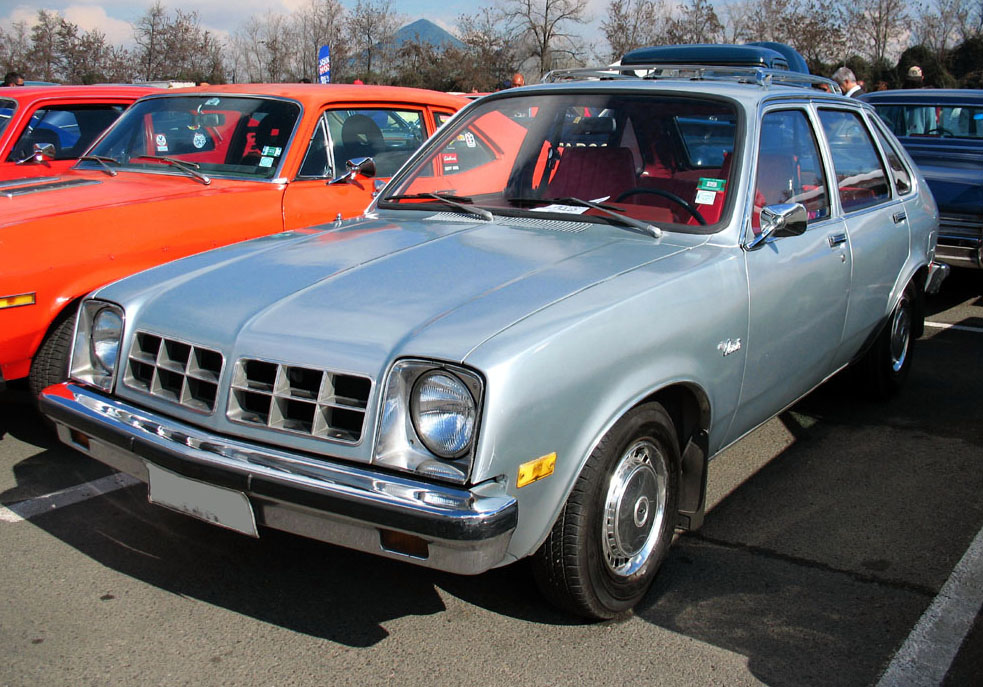
Une Chevette de 1978.

La Chevrolet Chevette est une sous-compacte à moteur avant et à propulsion fabriquée et commercialisée par Chevrolet pour les années modèle 1976-1987 à trois ou cinq portes avec un hayon. Lancée en septembre 1975, la Chevette a remplacé la Vega en tant que sous-compacte d'entrée de gamme de Chevrolet et s'est vendue à 2,8 millions d'unités sur 12 ans. La Chevette a été la petite voiture la plus vendue aux États-Unis pour les années modèles 1979 et 1980.
La Chevette utilise la plate-forme mondiale T de General Motors. Dans le monde, GM a fabriqué et commercialisé plus de 7 millions de voitures T — variantes rebadgées utilisant la plate-forme T — dont la Pontiac Acadian au Canada, la Pontiac T1000/1000 aux États-Unis (1981-1987), la K-180 en Argentine , la Vauxhall Chevette, l'Opel Kadett, l'Isuzu Gemini, l'Holden Gemini, et en tant que coupé utilitaire (camionnette), la Chevy 500. Une variante de voiture T est restée en production en Amérique du Sud jusqu'en 1998.
Présenté sur une campagne nationale en couleur dans 140 à 50 des plus grands quotidiens du pays, le New York Times a déclaré que « la petite voiture américaine tient le coup face aux étrangères ». En repensant à la Chevette en 2011, la même publication appelait la Chevette « fabriquée au hasard, taillée de façon éparse et sous-alimentée ». Consumer Guide a décrit la Chevette comme « sans imagination à l'extrême ».

## Développement
Sous la direction de l'ingénieur en chef John Mowrey, Chevrolet a commencé à développer la Chevette le 24 décembre 1973. C'était une réponse aux normes fédérales CAFE (Corporate Average Fuel Economy) et à la crise pétrolière de 1973. La Chevette a été provoquée par le groupe de travail sur l'énergie de GM, qui est né de la crise et du changement qui en a résulté dans la demande des consommateurs vers des véhicules étrangers plus petits offrant une plus grande efficacité énergétique. 
La Chevette a utilisé comme base la World Car de GM, le « Projet 909 » — ce qui allait devenir le programme T-car, ainsi nommé parce que les véhicules partageaient la plateforme T de GM. Avec les problèmes bien connus de sa prédécesseure, la Vega, qui comprenaient des problèmes de production, des problèmes de fiabilité et une forte tendance à la corrosion, l'équipe a retravaillé la plate-forme internationale de telle sorte que la Chevette ne partage pas un seul panneau de carrosserie avec une autre T-car et a retravaillé le dessous de caisse en profondeur pour améliorer la protection contre la corrosion. Le moteur de base en bloc de fer de 1,4 litre de la Chevette pesait 59 lb de moins que le moteur à bloc d'aluminium tant annoncé de la Vega.
La Chevette a été officiellement lancée le 16 septembre 1975 à Washington, DC, juste après les nouvelles normes CAFE. Avec des ventes initiales prévues de 275 000 unités au cours de sa première année, les chiffres ont été réduits de moitié à mesure que le prix du pétrole se stabilisait. La Chevette a finalement atteint 2 793 353 ventes pour l'ensemble de sa production sur les 12 années modèles 1976-1988. Les ventes mondiales de voitures T ont finalement dépassé les 7 millions. La dernière Chevette a été fabriquée le 23 décembre 1986 à Lakewood Assembly - après la fin de la production à Wilmington Assembly en septembre 1985. La dernière Chevette fabriquée était une berline à deux portes bleu clair expédiée à un concessionnaire Chevrolet à Springdale, Ohio.
La T-car avait été lancée à l'international au Brésil sous le nom de Chevette en 1973, en tant que berline à deux portes et, finalement, berline à quatre portes, à hayon à deux portes et break à deux portes (nommé « Marajó ») , ainsi qu'une camionnette (nommée « Chevy 500 »), produite jusqu'en 1994.

## Années modèles (1976-1987)
La Chevette elle-même n'est initialement disponible qu'en version à hayon à deux portes avec un moteur quatre cylindres à essence OHV de 1,4 litre ou OHC de 1,6 litre. Les moteurs produisent de 53 à 60 chevaux (40 à 45 kW) (puis de 53 à 70 chevaux (40 à 52 kW)), entraînant les roues arrière. Une transmission manuelle à quatre vitesses vient standard, tandis qu'une transmission automatique à trois vitesses est optionnelle. Les autres caractéristiques comprennent une direction à crémaillère, des freins à disque avant, une barre stabilisatrice avant, des pneus de 13 pouces, des feux arrière tricolores, des sièges baquets avant, un système de diagnostic intégré, une isolation acoustique étendue, une seule tige montée sur la colonne de direction (intégrant des commandes pour clignotants, essuie-glaces et lave-glaces) et des fenêtres latérales arrière pivotantes en option. Les sièges avant sont dotés de mécanismes de verrouillage à inertie qui permettent le réglage de l'entrée et de la sortie du dossier de siège avant sans utiliser de déverrouillage séparé.
Pontiac a commercialisé une variante rebadgée au Canada sous le nom de « Acadian ». En plus d'être la voiture la plus petite et la plus économe en carburant commercialisée par Chevrolet, la Chevette était la voiture la plus légère commercialisée aux États-Unis. L'EPA a évalué le moteur de base de 1,4 litre à 28 miles par gallon US (8,4 litres au 100 km ; 34 miles par gallon impérial) en ville et 40 miles par gallon US (5,9 litres au 100 km ; 48 miles par gallon impérial) sur autoroute. Chevrolet a affirmé que le cercle de braquage de la Chevette (30,2 pieds) était l'un des plus petits au monde et qu'il s'agissait essentiellement d'une voiture « métrique », « de conception et d'héritage international ». Les Chevette de 1976-1978 se distinguent par des phares ronds et des feux arrière tricolores à monture chromée.
Chevrolet a commercialisé des finitions « Rally » et « Woody » en option, ainsi qu'un modèle « Scooter » moins cher. La Rally 1.6 incluait un moteur de 1,6 litre (98 pouces cubes) au lieu du 1,4 litre (85 pouces cubes) quatre cylindres (85 pouces cubes) à cames en tête, évalué à 60 ch (45 kW) au lieu de 52 ch (39 kW), avec un stabilisateur arrière et des graphiques de carrosserie spéciaux. La Chevette Woody (1976) comporte un revêtement en grain de bois simulé et des garnitures intérieures et extérieures améliorées. La Scooter a été offerte comme modèle de base avec un prix de base suggéré à 2 899 $, deux sièges passagers avant, un siège arrière en option, la suppression de la plupart des chromes extérieurs (par exemple, des encadrements de fenêtre), des pare-chocs peints plutôt que chromés, une boîte à gants ouverte, un tapis noir, des sangles de traction de porte à la place des accoudoirs, des panneaux de porte en fibre de bois et un siège passager sans réglage avant-arrière. Au total, 9 810 modèles Scooter sont fabriqués, contre 178 007 voitures à hayon ordinaire[citation nécessaire]
En 1977, les moteurs proposés sont de 57 ch (43 kW) et 63 ch (47 kW). Le Scooter, à hayon, comprend une banquette arrière tout en offrant l'option de la supprimer. L'ensemble de finition Sandpiper comprend un intérieur à motif « récif », des garnitures de porte de luxe, des couleurs extérieures or crème ou blanc antique et un logo extérieur Sandpiper juste derrière chaque porte.
En 1978, les modèles bénéficient d'une une calandre révisée avec une conception en grille, tandis que la calandre et les cadres des phares sont chromés pour les modèles standard ; une voiture à hayon quatre portes monté sur un empattement de 97,3 pouces (2 470 mm) est ajoutée — deux pouces de plus que les deux portes — et cette version représente plus de la moitié des près de 300 000 ventes de Chevette. Le moteur de 1,4 litre et la finition Woody sont abandonnés et une trappe à carburant ajoutée. Une transmission automatique TH-180 est adoptée pour remplacer la boîte automatique THM-200. Une version « HO » (high output) est disponible en plus du 1,6 litre standard, avec une tête modifiée et un profil de came de soupape plus grand. L'ensemble HO comprend également un collecteur d'échappement à double sortie. Les prix sont baissés et davantage d'équipements standard ajoutés pour 1978. La climatisation, des pneus radiaux, une radio AM/FM et des freins assistés sont en option.
En 1979, le carburateur Holley à deux corps devient standard sur tous les modèles. Le carénage avant est révisé avec un capot plat, ne s'enroulant plus jusqu'au pare-chocs. Une nouveauté pour 1979 est une grande calandre chromée avec le logo Chevrolet et des phares carrés. Un nouveau système d'injection d'air est introduit pour améliorer la fonction du convertisseur catalytique au ralenti. Un système actif de retenue des passagers est introduit en petit nombre en option avec un tableau de bord suspendu inférieur, des ceintures de sécurité automatiques et une console de tableau de bord central. Les ventes de Chevette totalisent plus de 451 000 unités — un chiffre qui la place juste derrière la nouvelle Citation de Chevrolet, un modèle beaucoup plus long (les ventes avaient commencé en avril 1979). Les testeurs du Consumer Guide ont réussi « un honnête 29 mi/gal en ville et 39 mi/gal sur l'autoroute ». Le carénage arrière de 1980 est révisé avec une trappe carrée, des feux arrière enveloppants avec des clignotants combinés de couleur unique et une porte de remplissage d'essence ronde.
En 1981 apparaît une option de moteur Diesel avec une disponibilité à la fin de 1981 — il s'agit d'une unité Isuzu de 1,8 litre uniquement disponible couplée à une transmission Isuzu à cinq vitesses. Le groupe motopropulseur de 51 ch (38 kW) est le même que celui installé sur l'Isuzu I-Mark. Il n'est pas disponible avec la climatisation. De nouvelles roues en acier stylisées avec enjoliveurs centraux sont proposées et la conception précédente des roues et des enjoliveurs est abandonnée. Les modèles domestiques reçoivent un nouveau système de retour d'information contrôlé par ordinateur sur les moteurs à essence. L'option HO est abandonnée. La synchronisation électronique d'étincelle est utilisée sur les modèles de 1981 au lieu de la synchronisation manuelle en avance. Une nouvelle conception de culasse de moteur (orifice tourbillonnant) est introduite pour améliorer le couple à bas régime et l'économie de carburant. La Pontiac T1000 est introduite au printemps 1981, et partage tous les éléments de carrosserie de la Chevette, avec un centre chromé sur la calandre noire comme les godets de phares, ainsi qu'une garniture de fenêtre chromée standard avec zone de remplissage noire. La direction assistée est une nouvelle option pour la Chevette, ainsi qu'un rapport de pont de 3,36 (de série sur les modèles T-1000). Le système actif de retenue des passagers est abandonné. De nouveaux sièges baquets plus légers sont introduits : il manque une grande partie du support inférieur des sièges « à panneaux », plus lourds. Un nouveau joint de pare-brise plus mince à base d'adhésif remplace le type de bague de verrouillage.
En 1982, les modèles comportent une option de transmission manuelle à cinq vitesses sur les voitures à deux portes à essence (de série avec le diesel). La Scooter est nouvellement disponible en version voiture à hayon quatre portes. De nouvelles transmissions automatiques GM THM-180C (THM200C pour le modèle diesel), qui comprennent un convertisseur de couple à verrouillage entraînant une consommation de carburant plus importante, sont disponibles. L'introduction d'un système AIR entraîné par pompe à la fin de l'année-modèle remplace le système PAIR pour améliorer l'efficacité du convertisseur catalytique. Un nouveau convertisseur catalytique est introduit avec une entrée d'air pour l'injection forcée dans la pompe à air. Une nouvelle garniture de toit à base de carton monobloc avec un plafonnier mis à jour remplace la doublure en vinyle précédente. La Pontiac T-1000 reçoit une calandre, une moulure de carrosserie et des feux arrière horizontaux uniques, ainsi qu'une option de roue sport en alliage. La Pontiac Acadian de General Motors du Canada, une Chevette rebadgée, reçoit toutes les fonctionnalités exclusives de la Pontiac T-1000 à partir de ce moment. Chevrolet vend 433 000 Chevette en 1981 et 233 000 en 1982.
En 1983, les Chevette font peau neuve pour ce qui est de leurs carénages avant et arrière et la Chevette CS est introduite. Une calandre et des moulures décoratives au fini noir remplacent la plupart des pièces chromées. Les Chevette Scooter et de base comportent des pare-chocs et des embouts noirs, tandis que les modèles Chevette CS haut de gamme comprennent des pare-chocs et des embouts de couleur assortie avec des inserts de pare-chocs chromés en option. Les modèles Scooter et de base comportent une calandre et des godets de phares noirs, tandis que les modèles CS comportent des garnitures de couleur argent. Le modèle Chevette S présente une finition cosmétique qui comprend des roues en acier peint en noir, une calandre et des moulures accentuées de rouge, ainsi que des emblèmes de décalcomanie surdimensionnés en rouge. Les sièges baquets avant comportent de nouveaux boutons de réglage sur les côtés mais perdent les leviers inclinables des années précédentes. La garniture intérieure est également assombrie, avec de nouvelles poignées de porte noires et des lève-vitres en plastique noir. Un autoradio cassette intégré, mono ou stéréo, est optionnel. Une bande chromée sur le tableau de bord est disponible sur les modèles CS et S jusqu'à la fin de la production. Les panneaux de porte de luxe sont abandonnés et tous les modèles comportent des panneaux de porte en plastique, tandis que les modèles de base et Scooter comportent toujours des panneaux de zone de chargement en carton laminé. Le « connecteur de diagnostic » est retiré du faisceau de câbles.
En 1984, le modèle Scooter à bas prix est abandonné. La T1000 est renommée Pontiac 1000. Les modèles de 1985 apportent peu de mises à jour par rapport aux précédents. En 1986, le modèle de base de la Chevette est abandonné, ne laissant que la CS et la S, qui comportent un troisième feu stop et un voyant « service moteur bientôt » sur le tableau de bord, remplaçant le voyant « vérifier le moteur ».
En 1987, Chevrolet abandonne le modèle Chevette S et l'option moteur Diesel (après que 324 ont été vendus en 1986), et baisse le prix de la Chevette à 4 995 $. Les ventes tombent à un peu plus de 46 000 unités et la production prend fin le 23 décembre 1986. La dernière Chevette sort de la chaîne de montage le 23 décembre 1986[réf. nécessaire].

## Electrovette
Dans les années 1970, General Motors Advanced Engineering développe un concept car, l'Electrovette, basé sur la Chevette, mais utilisant un moteur électrique alimenté par des batteries au plomb. La voiture a une autonomie d'environ 80 km à 48 km/h et une vitesse de pointe de 85 km/h.

## Leata Cabalero
Une variante de luxe de la Chevette, la Leata Cabalero, est fabriquée et commercialisée pour les années modèles 1975 et 1977 par Stinebaugh Manufacturing Company, fondée par Donald E. Stinebaugh (1916-1992) avec son fils Leonard D. « Sonny » Stinebaugh (1946- 2001) à Post Falls, Idaho. Donald Stinebaugh nomme la voiture d'après le surnom de son épouse Hilda (Erickson) Stinebaugh dite Leata — une mauvaise graphie de litt, norvégien pour « petit(e) ».
La Leata comporte des vitres électriques, un siège électrique et un régulateur de vitesse, le tout dans un style baroque avec des panneaux de carrosserie en fibre de verre personnalisés, des phares ronds en biseaux carrés, une calandre rectangulaire « classique » et des ailes très stylées ; 97 sont fabriqués, dans des styles de carrosserie pick-up ou voiture à hayon.

## Amérique latine
La Chevrolet Chevette est lancée par General Motors Brésil en 1973 en tant que berline à deux portes. Une berline à quatre portes suit en avril 1978, puis une berline à trois portes est ajoutée en novembre 1979. La berline à hayon a une carrosserie unique pour l'Amérique latine, plus longue que la Kadett City européenne et avec une encoche à la base comme la Ford Escort de cette période. Une version break à trois portes, appelée « Marajó » au Brésil, est ajoutée en septembre 1980, tout comme une version sportive de la berline appelée 1.6 SR (avec seulement quatre chevaux de plus, grâce à un taux de compression un peu plus élevé). En 1983, la Chevette reçoit un lifting complet avec des phares rectangulaires, des clignotants situés sous les phares, un capot plus plat et une calandre monobloc. Le tableau de bord est également nouveau, tout comme les fenêtres de ventilation dans les portes avant. Mécaniquement, le 1.6 est désormais également disponible pour fonctionner au gasoil et une boîte manuelle à cinq vitesses est disponible en option.
Les Chevette latino-américaines subissent une série de liftings en 1978 et 1983, et un important en 1987, qui lui donne de nouveaux phares et une calandre en plastique noir. Là où il était distribué, le break utilise le nom Chevette en dehors du Brésil.
La voiture à hayon reste en production jusqu'en 1988, tandis que le Marajó est disponible jusqu'en 1989. Marajó est une île située à l'embouchure du fleuve Amazone au Brésil. La version berline à quatre portes est construite jusqu'en 1989, principalement pour l'exportation vers d'autres pays d'Amérique latine. La berline à deux portes reste en production jusqu'en 1993, et survit seulement grâce à la version pick-up (Chevy 500), qui continue jusqu'en 1994 après avoir été lancée en 1983. La berline à quatre portes continue d'être construite pendant quelques années en Équateur et en Colombie.
La Chevette apparaît à l'origine avec un quatre cylindres en ligne de 1,4 litre d'origine Isuzu, bien qu'avec une seule came aérienne plutôt que le modèle à poussoir utilisé à l'origine aux États-Unis. En 1981, la gamme est complétée par une version de 1,6 litre développée localement, elle aussi avec un seul carburateur. Le 1.6 brésilien est un peu plus gros que le moteur G161Z développé par Isuzu utilisé en Amérique du Nord. Pour 1988, le 1.6 gagne une configuration à double carburateur et produit désormais 78 PS (57 kW) plutôt que les 72 PS (53 kW) de la version précédente. Ce moteur reste disponible jusqu'à la fin de la production de la Chevette brésilienne. Le 1.4 de plus faible puissance n'est disponible qu'en Diesel, à partir de 1981 et abandonné complètement après 1982. Une version Diesel du 1.6 la remplace pour 1983.
À la fin des années 1990, une baisse de la taxe sur les voitures de moins d'un litre est annoncée : General Motors Brésil décide de sortir la Chevette Junior de 1,0 litre. Ce moteur utilise une version à alésage étroit et à course courte de 50 ch (37 kW) du moteur OHC avec convertisseur catalytique. La Junior ne séduit pas, rivalisant avec la Fiat Uno Mille, la Volkswagen Gol et la Ford Escort Hobby beaucoup plus modernes. Étant plutôt sous-alimentée et lourde avec 865 kg (1907 lb), avec une vitesse de pointe de 134 km/h, la 1.0 a une courte durée de vie. Elle n'est disponible que jusqu'en 1993, après quoi la Corsa prend le relais. Une version diesel du moteur Isuzu de 1,8 litre est également produite en Uruguay, exclusivement pour le marché national. Sur le marché brésilien, le 1.4 et le 1.6 sont disponibles en versions essence et éthanol.
En Argentine, la Kadett C est à l'origine commercialisée sous le nom d'Opel K-180 mais entre 1992 et 1995, l'équivalent de la Chevette brésilienne y est vendue sous le nom de GMC Chevette. La production en Colombie, où une version spéciale pour les taxis est produite, se poursuit jusqu'en 1998. La Chevette est la numéro un des ventes au Chili pendant un certain temps, la dernière fois en 1991. Lorsque les convertisseurs catalytiques sont imposés dans ce pays, GMB ne parvient pas à développer un moteur et la Chevette est retirée du marché chilien après l'année modèle 1992.
Environ 1,6 million d'unités sont construites au Brésil, la Corsa remplaçant la Junior, et la Chevrolet Kadett/Ipanema remplaçant les versions à plus gros moteur. Environ un quart de la production est exportée.

### Chevy 500
La Chevrolet Chevy 500 est la version utilitaire coupé de la Chevette brésilienne. Lancée en 1983, elle préfigure la gamme Classic/Corsa/Montana d'aujourd'hui. Il concurrence les offres de plusieurs autres fabricants, dont la Fiat Fiorino, la Ford Pampa et la Volkswagen Saveiro. Sa charge utile est de 500 kg. Utilisant le quatre cylindres en ligne OHC de 1,6 litre évalué à 70 ch, ce modèle est produit jusqu'en 1994 et constitue la dernière version de la Chevette construite au Brésil, où il est remplacé par la version utilitaire coupé de la Chevrolet Corsa.

### Grumett
Créée par Horacio Torrendell, une version à carrosserie en fibre de verre (elle-même basée sur la carrosserie de la Vauxhall Chevette) appelée Grumett est construite en Uruguay. Elle est disponible en break, pick-up et pick-up double cabine. Cette voiture remplace un ancien modèle de la marque, basé sur une carrosserie de Vauxhall Viva et une mécanique d'origine Vauxhall. En 1980, les pièces détachées Vauxhall étant devenues impossibles à importer, Grumett remplace les pièces par celles de la Chevette du Brésil. La Grumett utilise la version originale du moteur de 1,4 litre de la Chevette. La Chevette ordinaire est également assemblée en Uruguay par General Motors Uruguay : elle y est vendue comme une berline à deux ou quatre portes, avec le 1.4 essence ou le 1.8 diesel.

## Galerie

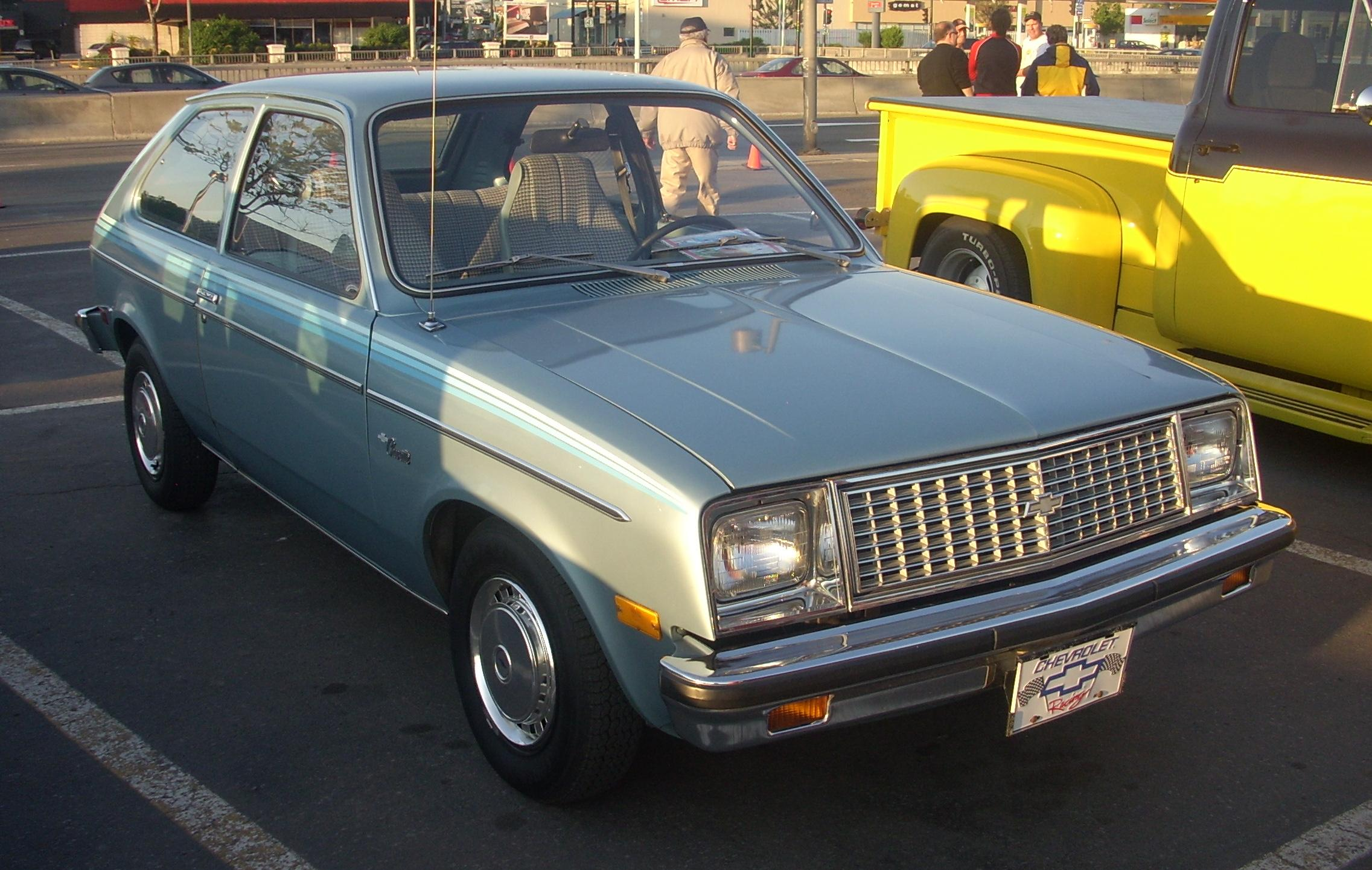
Chevrolet Chevette deux portes à hayon de 1979
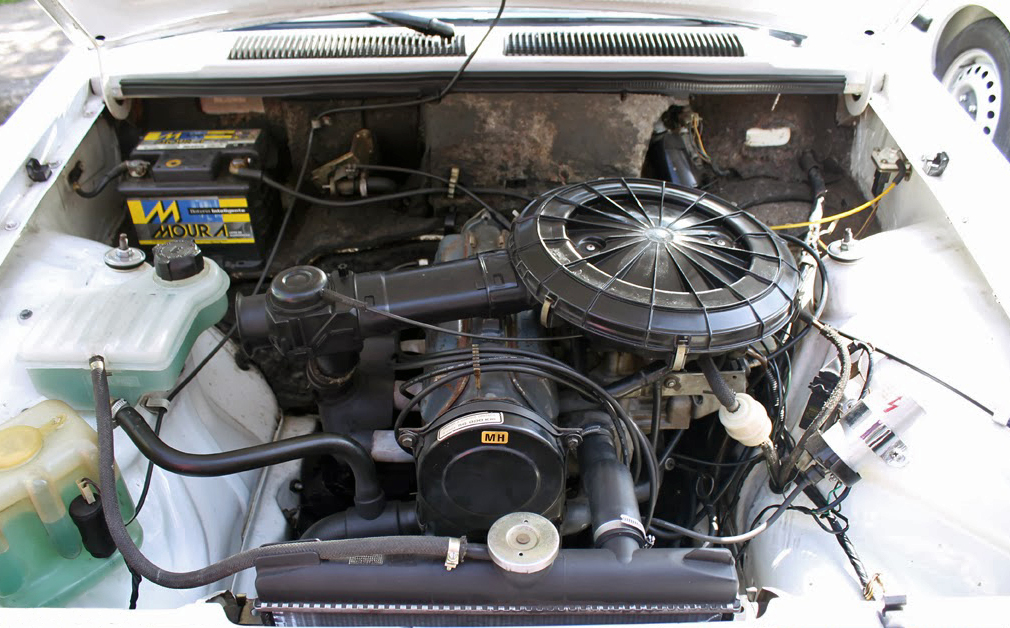
Moteur 1,6 litre OHC brésilien
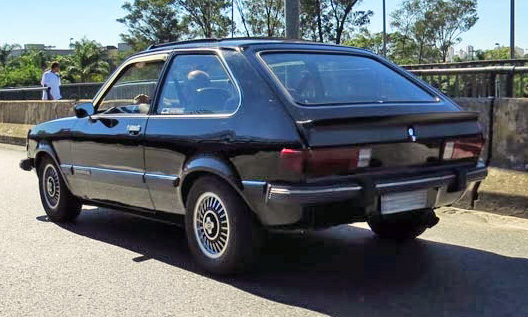
Une version à hayon unique a également été développée par GM do Brasil